# Кайл (область)

Примерные границы исторической области Кайл

Кайл (гэльск. Coel («лес»); англ. Kyle) — историческая область на юго-западе Шотландии на побережье залива Ферт-оф-Клайд и в долине реки Эр. В настоящее время эта территория входит в состав округов Саут-Эршир и Ист-Эршир.
Крупнейшие города региона — Эр, старинный торговый и административный центр и морской порт, и Камнок, близ которого находятся развалины Кайлского замка. Территория Кайла представляет собой равнину, переходящую на востоке в холмистую возвышенность. Река Айр, протекающая с востока на запад и впадающая в залив Ферт-оф-Клайд, делит Кайл на две примерно равные части: Кайл Стюартов на севере и Королевский Кайл на юге.
В древности территория Кайла была заселена бриттскими племенами. Традиционно считается, что именно в Кайле был захоронен легендарный бритский король Коль Старый, правивший в начале V века. В конце V века Кайл вошел в состав королевства Стратклайд, просуществовавшего до 1018 г., когда Стратклайд был присоединен к Шотландии. В начале XII века часть Кайла к северу от реки Айр была передана шотландскими королями Стюартам, тогда как южная часть осталась в составе королевского домена. После того, как в 1371 г. Роберт Стюарт стал королём Шотландии обе части Кайла были объединены. Этот регион стал знаменит в истории Шотландии тем, что его жители были наиболее подвержены влиянию некатолических учений: в конце XIV века Кайл стал центром движения лоллардов, а в начале XVI века Кайл одним из первых регионов Шотландии принял протестантство. В 1648 г. именно в этом регионе началось восстание радикальных пресвитериан, приведшее к захвату Эдинбурга и вторжению Кромвеля в Шотландию.

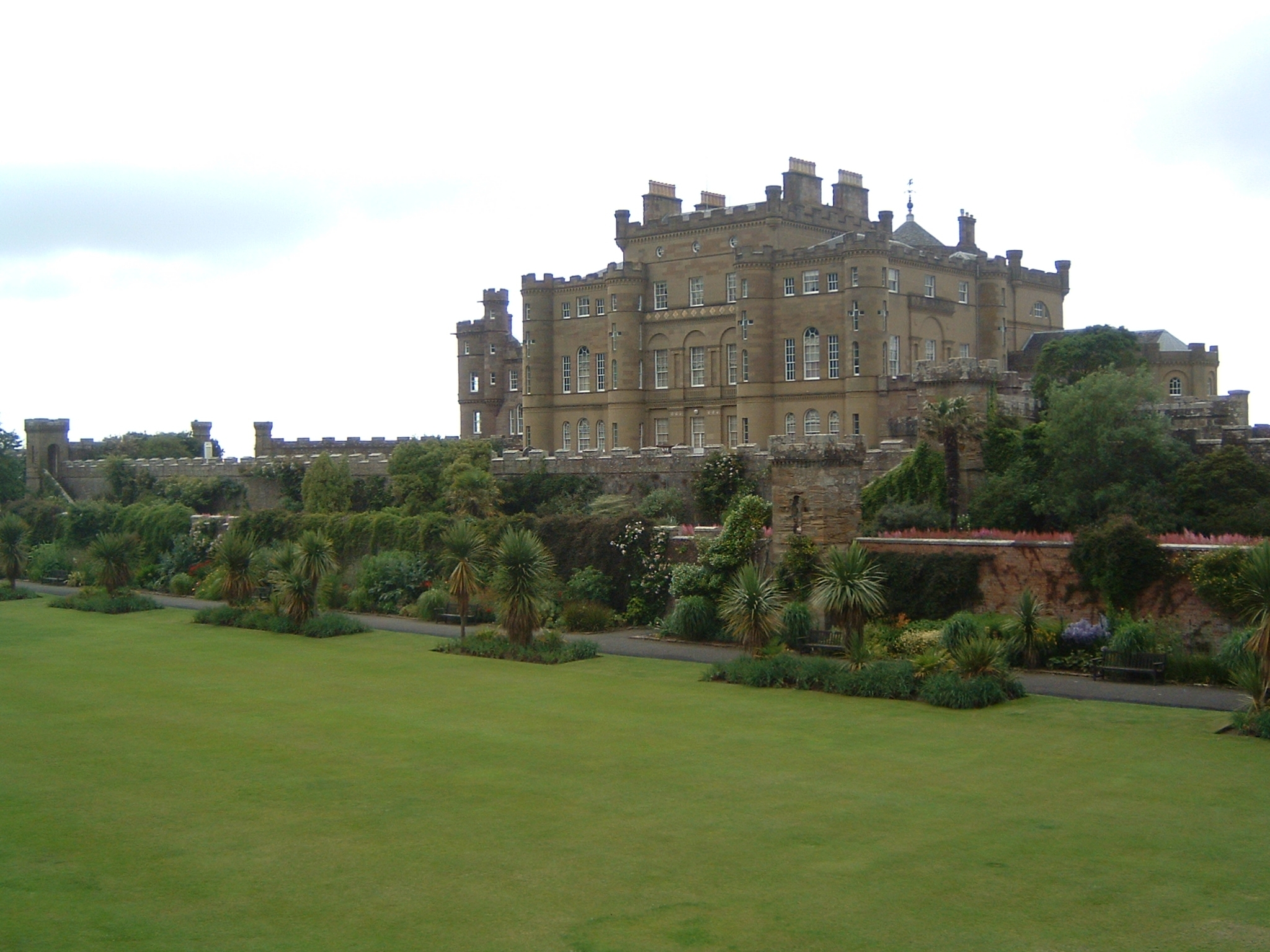
Замок Калейн в Кайле

С территории Кайла происходит шотландский клан Кеннеди, представители которого играли значительные роли в истории Великобритании и США.